# Вайвина
Ва́йвина (эст. Vaivina) — деревня в волости Тойла, в северной части уезда Ида-Вирумаа, Эстония. 

## Географическое положение
Расположена на берегу Финского залива. Высота над уровнем моря — 56 метров.

## Число жителей
По данным переписи населения 2011 года в деревне проживали 23 человека, из них 14 (60,9 %) — эстонцы.
По состоянию на 1 января 2019 года в деревне насчитывался 31 житель.

## История
В письменных источниках 1583–1589 годов упоминается деревня Vaiuina, 1587 года — Waifina, 1620 года — Waywanna by, 1726 года — Waiwena, 1796 года — Waiwina, ~ 1900 года — деревня Софіенгофъ (Вайвина). В 1977 году, в период кампании по укрупнению деревень, с Вайвина были объединены деревни Кюннапыхья и Лийвакюла (в народе — Сиидилинн).
Постоянно дующие на побережье ветры вызывают к жизни строительство ветряков в Вайвина и Пяйте.